# Lise Lauritzen Loft
Lise Lauritzen Loft (født 25. september 1936, død 26. december 2018) var en dansk kvindesagsforkæmper, filantrop og erhvervskvinde, datter af skibsreder Knud og Kirsten Lauritzen. Fra 1976 til 1998 var hun medlem af JL-Fondets bestyrelse, og hun var kortvarigt bestyrelsesmedlem i Atlas A/S 1988-89.
Lise Lauritzen Loft uddannede sig som lægesekretær og siden afspændingspædagog og var som ung en af "rødstrømperne". Hun kæmpede som en af de første for at indføre fødselsforberedelseskurser og for at mænd kunne få lov til at være med til deres børns fødsler. Samtidig var hun en nøgleperson i Dannerhuset i København, der bistod voldsramte kvinder, hvor hun sad i bestyrelsen, ligesom hun var med i en række græsrodsbevægelser. Hun donerede en del af sin formue til Læger uden grænser, og var fredsvagt i Palæstina og støttede Fristaden Christiania. Hun var desuden i en periode forkvinde for bestyrelsen på Kogtved Søfartsskole.
I 1959 giftede hun sig med kaptajn Jim Loft, med hvem hun fik sine to døtre, Lilla og Susanne.